# Comostola conchylias
Comostola conchylias är en fjärilsart som beskrevs av Edward Meyrick 1889. Comostola conchylias ingår i släktet Comostola och familjen mätare. Inga underarter finns listade i Catalogue of Life.